# Tasza (Gdynia)
Tasza (dawniej Tasz, niem. Tasch, Tesch) – osada leśna w granicach Gdyni, wchodząca w skład dzielnicy Wielki Kack, położona na terenie Trójmiejskiego Parku Krajobrazowego.
Obszar osiedla stanowi śródleśna polana ze stawem zlokalizowanym w jej centralnym punkcie. Zabudowa Taszy to aktualnie dwa domostwa, złożone z budynków mieszkalnych i gospodarczych.
Nazwa osiedla pochodzi najprawdopodobniej od niemieckiego słowa der Teich, oznaczającego staw.